# Filippo Melantone
Filippo Melantone (in tedesco Philipp Melanchthon, in latino Philippus Melanchthon, nato Philipp Schwarzerdt; Bretten, 16 febbraio 1497 – Wittenberg, 19 aprile 1560) è stato un umanista, teologo e astrologo tedesco, amico personale di Martin Lutero e uno dei maggiori protagonisti della Riforma protestante.

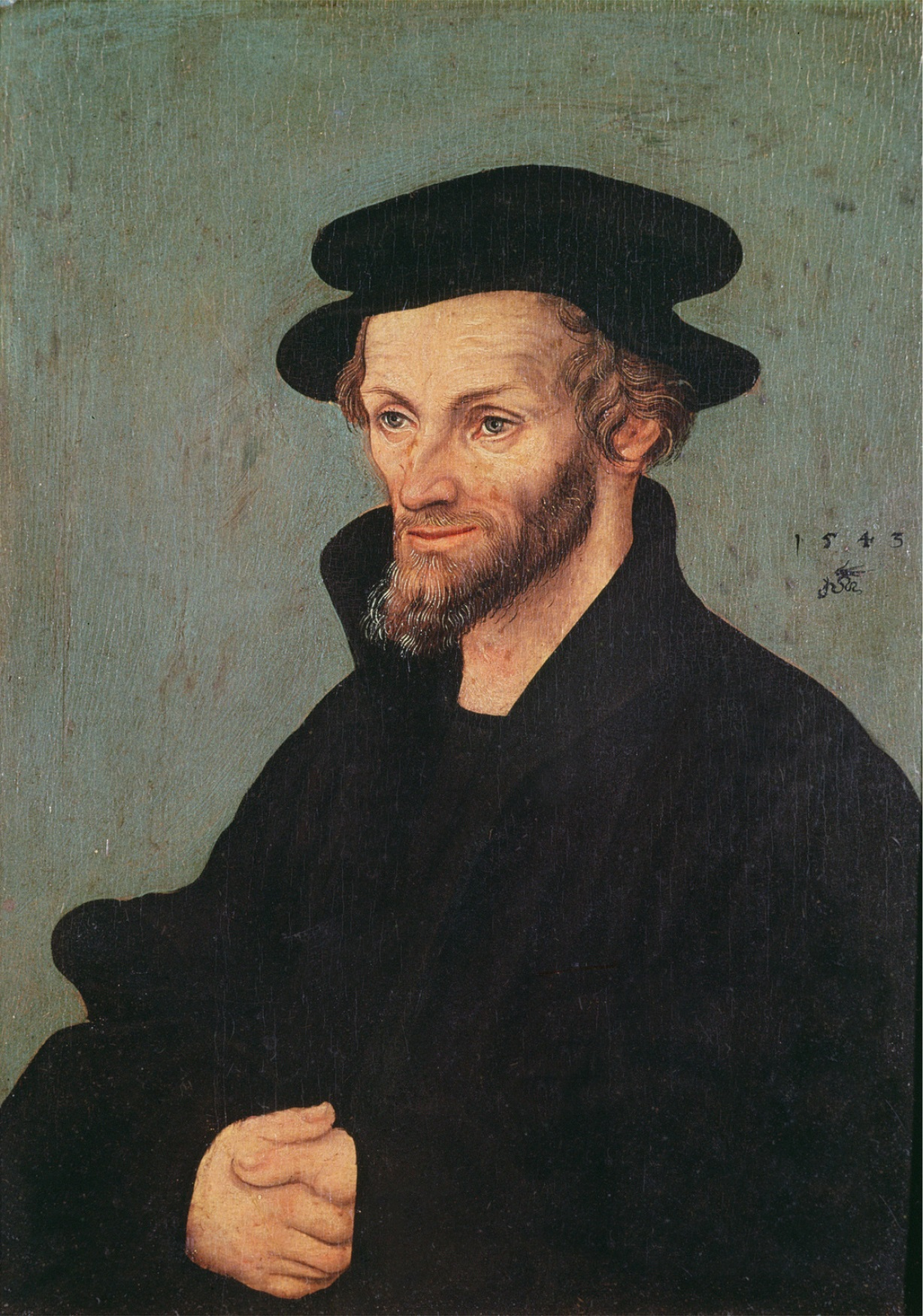
Filippo Melantone ritratto da Lucas Cranach il Vecchio

È inoltre noto per aver contribuito, in pieno rinascimento europeo, a porre le fondamenta della moderna psicologia.

## Biografia

### L'infanzia
Il padre di Filippo Melantone, Georg Schwartzerdt, era originario di Heidelberg e a lui era affidata l'armeria del principe. La madre Barbara, figlia del borgomastro di Bretten Johann (Hans) Reuter, un commerciante di bevande alcoliche e tessuti, era imparentata con Elisabeth, l'unica sorella di Johannes Reuchlin. Filippo Melantone nacque il 16 febbraio 1497, quattro anni dopo le nozze dei genitori, nella casa dei nonni, a Bretten, e gli fu dato nome Filippo in onore del Principe del Palatinato Filippo l'Onesto.
Melantone crebbe con altri quattro tra fratelli e sorelle a Brettheim, come allora era denominato il paese natale di Bretten. Il nonno si preoccupava della sua istruzione di base, specialmente con l'insegnamento del latino grazie alle lezioni di Johannes Unger proveniente da Pforzheim, così Melantone entrò precocemente in contatto con gli studenti di passaggio, con i quali era in grado di discutere.
La sua infanzia fu tuttavia segnata, quando il padre, reduce da una guerra con l'Assia, tornò a casa malato, si dice, per avere bevuto da una fontana inquinata (ma non è escluso che la malattia fosse piuttosto causata dal lungo contatto professionale con sostanze chimiche pericolose). Soltanto la profonda religiosità di Georg Schwartzerdt lo aiutò a sopportare la malattia e il destino avverso.
Melantone era appena undicenne quando, nel 1507, il 17 ottobre morì suo nonno e, soltanto dieci giorni dopo, il padre. Melantone fu quindi inviato da parenti a Spira.

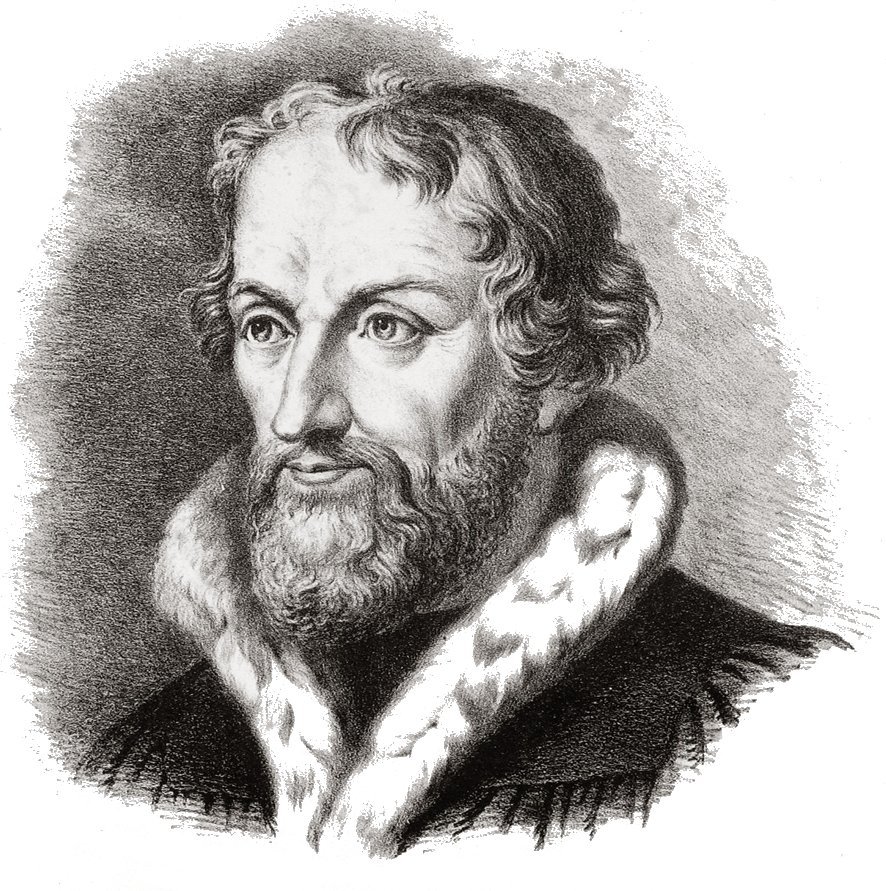
Filippo Melantone
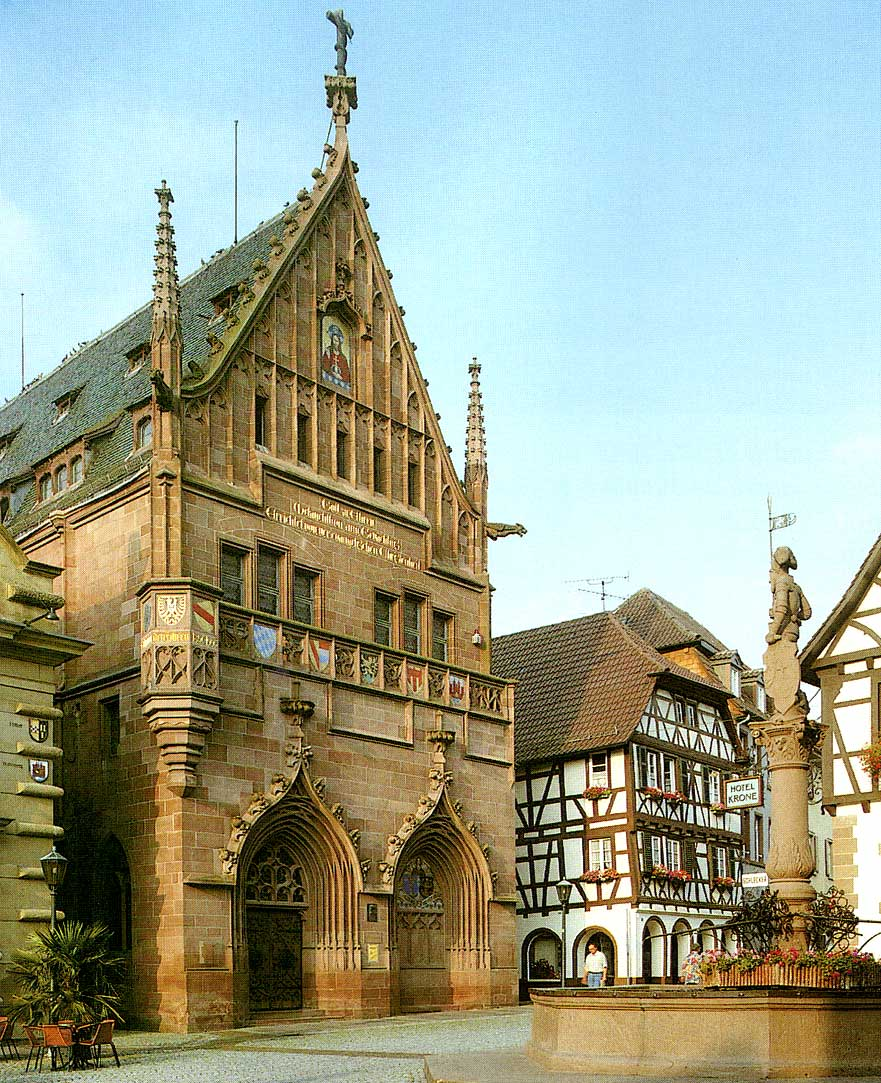
La piazza del Mercato di Bretten con il museo dedicato a Filippo Melantone
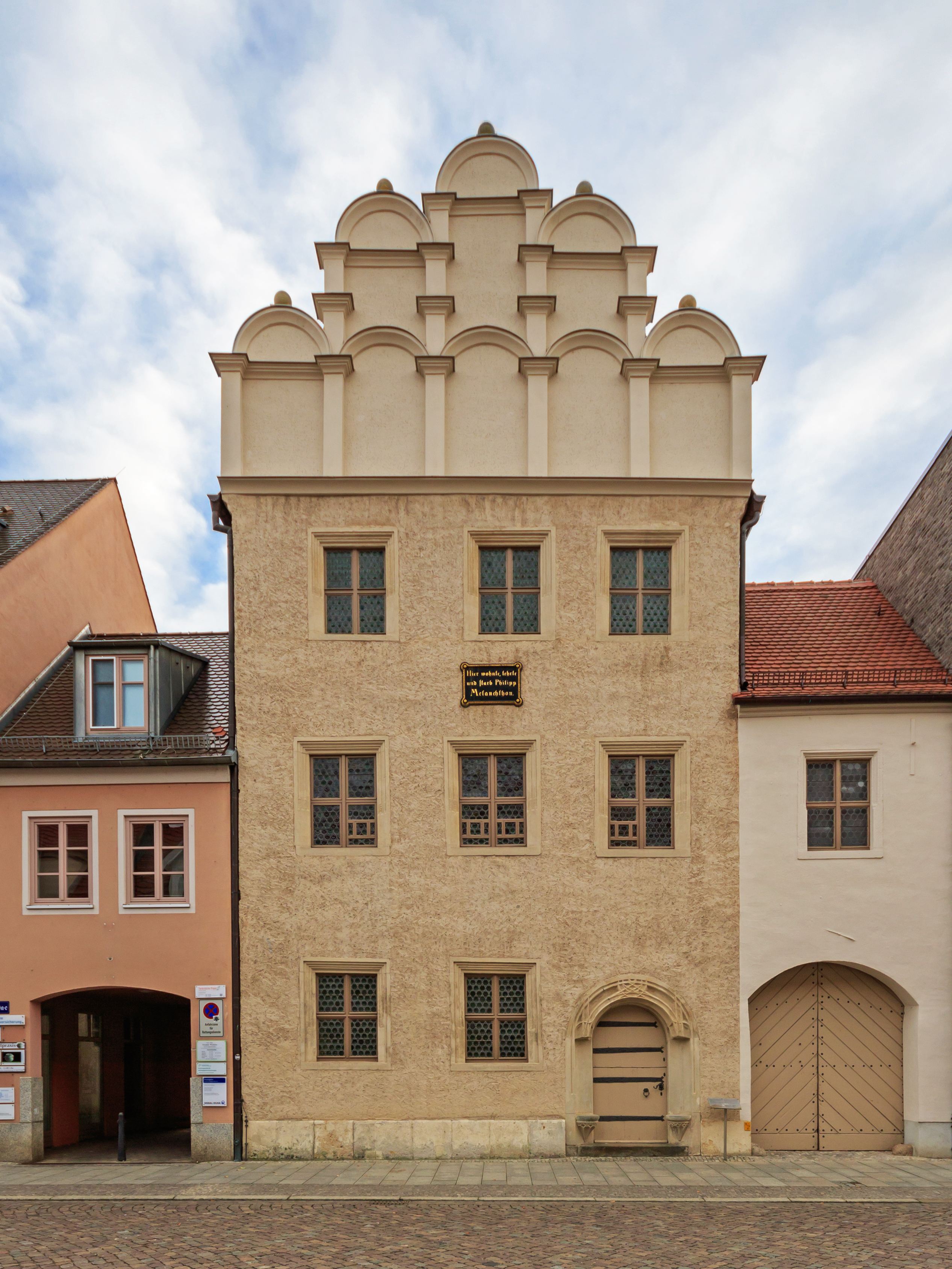
La casa di Melantone a Wittenberg
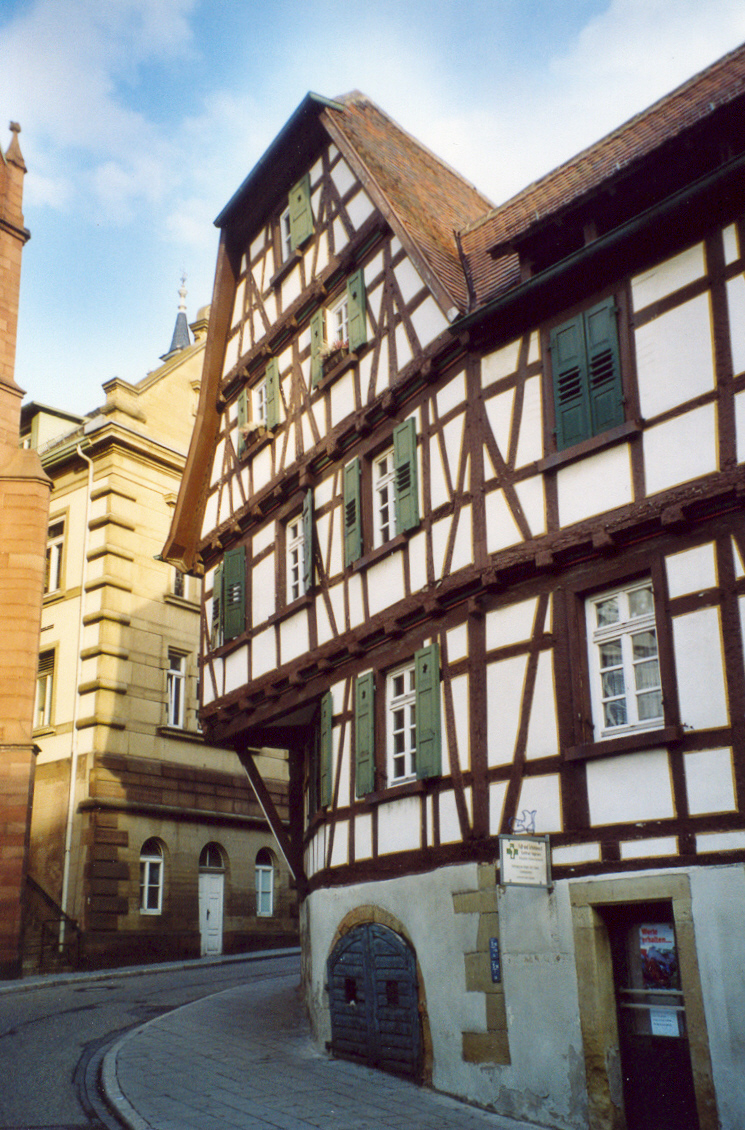
Casa natale di Melantone

### La formazione

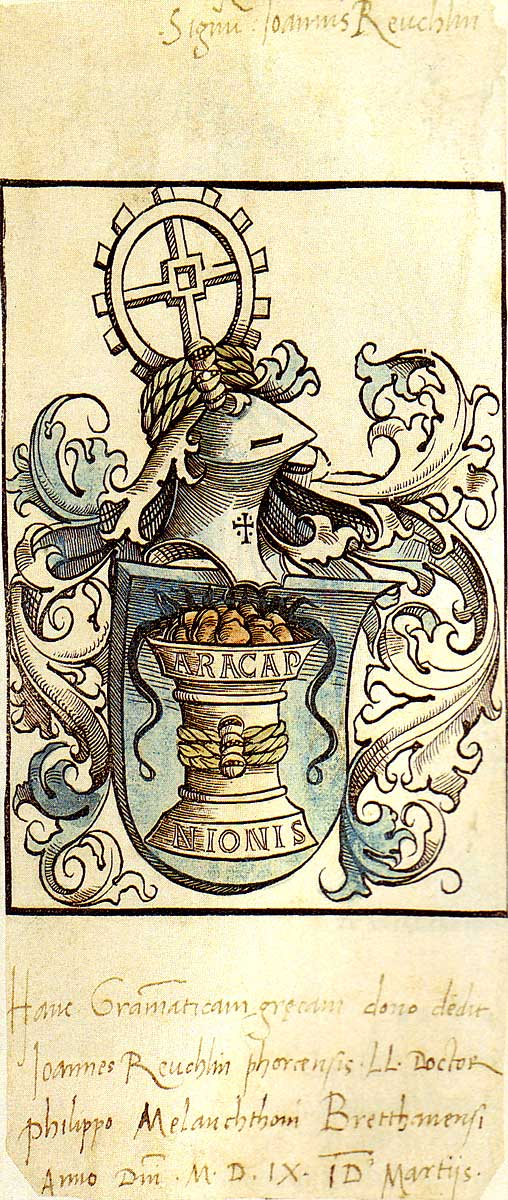
Dedica di Reuchlin nel vocabolario greco di Melantone

Melantone frequentò insieme al fratello Georg la scuola di latino di Pforzheim, mentre abitava presso Elisabeth (Els), la sorella di Johannes Reuchlin. Grazie al rettore Georg Simler e a Johannes Hildebrand, la scuola godeva di grande reputazione; l'allievo più noto di quest'istituto fu comunque Melantone, il quale – avendo nel frattempo appreso anche il greco – adempiva i requisiti necessari per l'insegnamento.

Grazie ai suoi progressi in greco e in latino fu notato dal giudice supremo della Lega Sveva Johannes Reuchlin che viveva e lavorava a Tubinga. Reuchlin sarà il principale promotore dell'attività di Melantone. All'epoca del loro incontro il greco era insegnato molto raramente e soltanto agli studenti più dotati. Sarebbe stato lo stesso Reuchlin a introdurre sistematicamente in Germania lo studio del greco e a istituire nel 1515 la prima cattedra di greco all'Università di Lipsia.
Fu sempre Reuchlin a dare a Phillip Schwartzerdt il nome Melanchton (italianizzato in Melantone), che era la semplice traduzione in greco di Schwartz - nero - μέλαν (mélan) e erdt - terra - χθών (chthón).
Dopo appena un anno Melantone, appena dodicenne, frequentava i corsi dell'Università di Heidelberg, dove conobbe Jakob Wimpheling e i suoi scritti sulla riforma della pedagogia. Wimpheling lo fece avvicinare anche alle opere di Erasmo da Rotterdam. Nel 1510 Melantone pubblicò le sue prime poesie in latino. Grazie alle sue elevate capacità Melantone ottenne il primo grado universitario, il Baccalaureus artium, ancora giovanissimo, il 10 giugno 1511.
Il 17 settembre 1512 per motivi di età Melantone passò all'Università di Tubinga, dove studiò Astronomia, Musica, Aritmetica e Geometria e conobbe alcuni dei più famosi futuri umanisti, ad esempio Giovanni Ecolampadio. Egli si occupava tuttavia ancora di studiare greco, ebraico e latino e i nuovi concetti della pedagogia. Leggeva inoltre con avidità sia i classici sia i poeti dell'Umanesimo.
Quando Reuchlin fu coinvolto in un processo a causa di un suo parere sulla scrittura ebraica, Melantone si batté pubblicamente per il suo mecenate. Il 25 gennaio 1514 Melantone terminò i propri studi alla facoltà filosofica ottenendo il titolo di magister, peraltro già a Tubinga egli aveva operato come precettore dei due figli del principe e come insegnante di greco.

### Le prime pubblicazioni e i primi contatti con la Riforma
All'epoca di Tubinga, precisamente al 1516, risale anche la prima pubblicazione di Melantone: un'edizione della commedia del poeta latino Terenzio a cui era aggiunta un'introduzione sulla storia della commedia antica. Seguiranno una grammatica greca del 1518, che sarà riedita per ben nove volte e un testo sulla retorica che uscì a Wittenberg nel 1519.
Dopo che Martin Lutero pubblicò nel 1517 le sue 95 tesi, ebbe luogo all'Università di Heidelberg il 26 aprile 1518 una disputa detta Heidelberger Disputation sui fondamenti delle tesi di Lutero. A seguito di tale evento Melantone si recò con alcuni colleghi di studio a Wittenberg per farsi spiegare ulteriormente le opinioni di Lutero. Da quel momento Melantone si aprì alle idee della Riforma.

### L'Università di Wittenberg
Nel 1518 il Principe Federico il Saggio istituì una cattedra di lingua greca presso l'Università di Wittenberg da lui fondata nel 1502. Dapprima si cercò di ingaggiare il noto grecista Petrus Mosellanus. Johannes Reuchlin fece tuttavia al Principe il nome del proprio allievo Melantone, da lui ritenuto il migliore professore di greco dell'intera Germania e secondo soltanto a Erasmo da Rotterdam quale latinista. Dato che Melantone si era fatto già apprezzare durante il periodo in cui era a Tubinga, il suggerimento fu accolto. Melantone raggiunse Wittenberg il 25 agosto 1518. Inizialmente, a causa della sua bassa statura (circa un metro e mezzo) e di un difetto di pronuncia, Melantone non suscitò grande entusiasmo, ma bastò il suo infiammato discorso di investitura, il 28 agosto, nella Chiesa del Castello di Wittenberg (Schlosskirche) per rovesciare l'errata impressione iniziale.
Melantone sollevò il tema della riforma degli studi e dipinse un quadro cupo della formazione nei secoli precedenti. Egli sostenne che la lettura dei classici dell'antichità dalle fonti originali sarebbe dovuta diventare il fulcro di una nuova vita del pensiero. Martin Lutero fu affascinato dal piccolo greco (Graeculus), tale attrazione era peraltro reciproca e diede l'avvio a una delle collaborazioni più fruttuose della Riforma, quella fra Melantone e Lutero, che durò fino alla morte di quest'ultimo.
Anche gli studenti furono presto attratti da Melantone; egli insegnava grammatica greca, leggeva gli autori classici, interpretava la Bibbia davanti a un auditorio che arrivò talora a ben 400 studenti, i quali apprezzavano soprattutto la chiarezza di linguaggio, le esemplificazioni e la capacità sistematica di Melantone. Con lui e Lutero l'Università di Wittenberg divenne una delle più importanti di Europa.
Il 15 settembre 1519 Melantone ottenne, grazie all'appoggio di Lutero, il grado accademico di baccalaureus biblicus. Egli poteva quindi tenere lezioni alla facoltà di teologia. Anche se talora in seguito egli fece uso di questa possibilità, preferì sempre la formazione filosofica, che intese sempre quale presupposto di quella teologica. Ciò non va inteso come una mancanza di interesse verso la Chiesa, ma come conseguenza del fatto che, per il suo difetto di pronuncia e le sue debolezze fisiche, Melantone non si sentì mai portato per l'attività pastorale.
Astrologo, scrisse e pubblicò (Basilea, 1553) la prima traduzione del Tetrabiblos di Claudio Tolomeo direttamente dal greco al latino e calcolò il tema natale di Lutero, il cui anno di nascita era incerto, fissandolo nel 1483.

### La famiglia

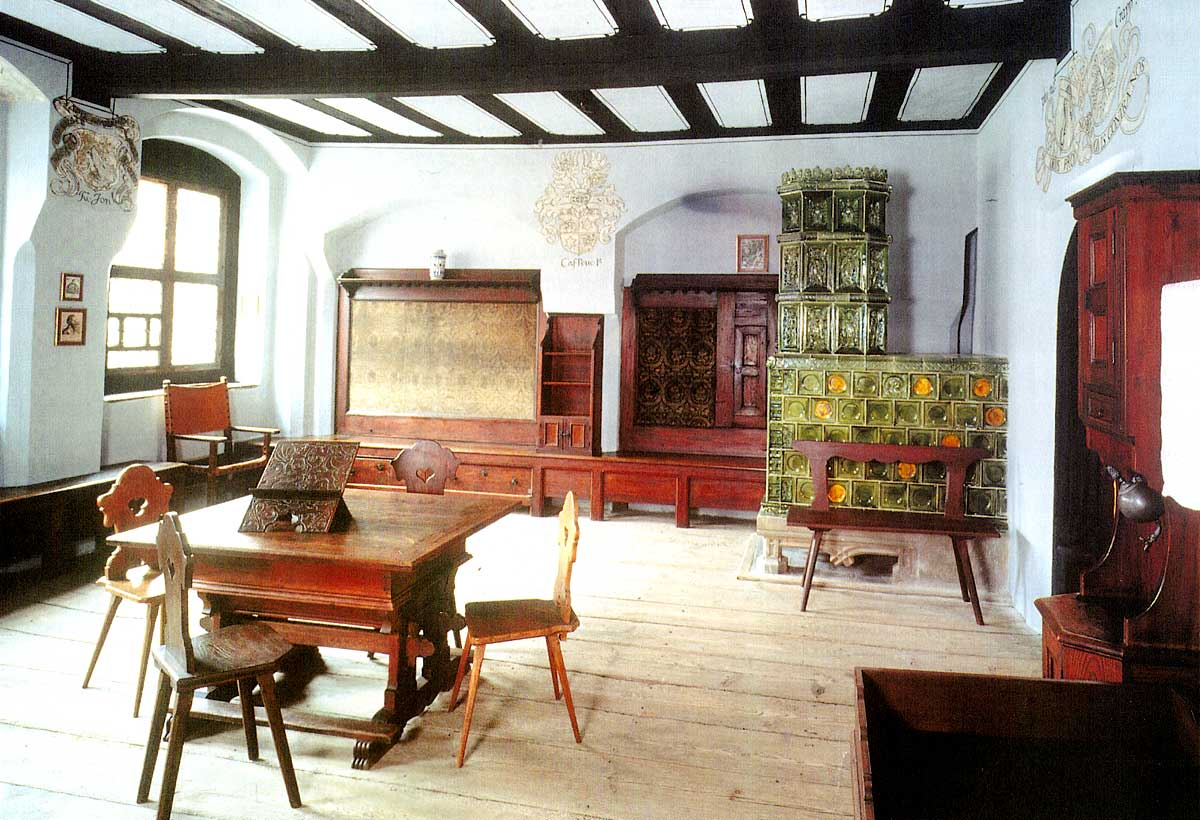
Interno della casa di Melantone

Al suo arrivo a Wittenberg Melantone prese in locazione una modesta abitazione, da lui definita anche il bugigattolo (die Bude), in cui viveva con i suoi collaboratori. Lutero temeva tuttavia per la salute di Melantone e gli cercò dunque una donna, anche se Melantone non era granché entusiasta dell'idea. Egli temeva in particolare che un legame familiare gli avrebbe impedito di proseguire liberamente i propri studi. In ogni caso, il 27 novembre 1520 si sposò con Katharina, nata Krapp (1497–1557) figlia del borgomastro di Wittenberg, un importante commerciante di tessuti, con la quale instaurò rapidamente una forte intesa, che durò fino alla morte di lei l'11 ottobre 1557.
Malgrado Melantone fosse un professore universitario e la moglie provenisse da una famiglia benestante, essi non raggiunsero mai un grande tenore di vita, non fosse altro perché la casa era sempre frequentata da giovani studenti che si riunivano nella schola domestica, dove Melantone oltre a impartire le proprie lezioni provvedeva a saziare i suoi giovani discepoli.
Il prestigio di Melantone fu presto tale che egli ricevette offerte dalle università dell'Europa intera, i sovrani di Sassonia non avevano tuttavia alcuna intenzione di lasciarsi sfuggire questo uomo tanto erudito e costruirono nel 1536 al posto del "bugigattolo" un'abitazione più adeguata a un professore che si può visitare ancora oggi.
Quando la famiglia si trasferì nella nuova abitazione erano già nati quattro figli: Anna (* 24 agosto 1522), Philipp (* 21 febbraio 1525), Georg (* 25 novembre 1526) e Magdalena (* 19 luglio 1531). Georg tuttavia morì ad appena due anni.
Melantone fu un padre molto presente e, se da un lato soffrì molto del matrimonio infelice di una delle figlie con il suo ex-allievo Georg Sabinus, dall'altro impedì al figlio Philipp di sposarsi con Margaretha Kuffner. Una sua figlia sposò invece Kaspar Peucer.

### La malattia e la morte
Malgrado gli acciacchi fisici Melantone fu sempre un grande lavoratore, tuttavia tale impegno eccessivo non restò senza conseguenze, causandogli fra l'altro, fin dalla giovinezza, una frequente insonnia. Già nel 1540 egli vide da vicino la morte quando s'ammalò durante un viaggio per raggiungere Weimar. L'anno successivo subì, a seguito di un incidente, delle gravi ferite che da allora lo limitarono nello scrivere. Fu sempre un viaggio a risultargli, infine, fatale. Egli si ammalò infatti tornando da Lipsia il 4 aprile 1560. Nella notte fra il 7 e l'8 fu colto da una febbre alta che, malgrado brevi remissioni, durò molti giorni. Il 19 aprile morì assistito dalla figlia Magdalena e attorniato da molti amici e dai suoi studenti. Fu sepolto a fianco di Lutero nella chiesa del castello di Wittenberg.

## Il ruolo di Melantone nella Riforma

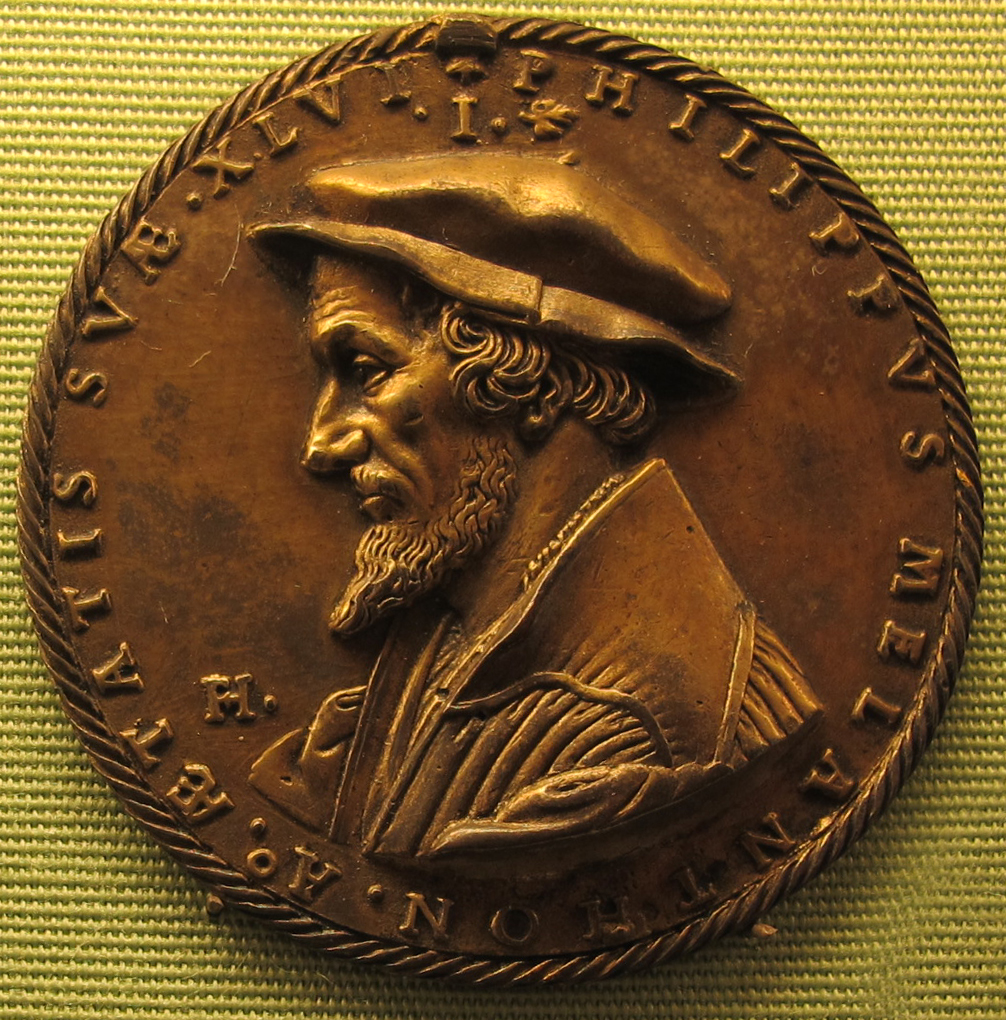
Medaglia riportante l'effige di Melantone, fabbricata da Friedrich Hagenauer

Diversamente da Lutero, che era stato monaco agostiniano e aveva ricevuto l'ordine sacro, Melantone era un laico. Differente da Lutero anche come carattere, Melantone era un umanista amante della pace e moderato, alla ricerca di soluzioni equilibrate ai problemi e alle diatribe religiose che sconvolgevano la vita europea del tempo. Si diceva che, fin dalla giovinezza, dimostrava un eloquenza strabiliante che gli permetteva di affascinare le masse. Tuttavia non era stato altrettanto fortunato nelle doti fisiche: quando, una volta, un uomo chiese a Lutero secondo lui quale aspetto avesse avuto San Paolo questi rispose che probabilnente egli era stato "un piccolo sgorbio, come Melantone". 
Se Melantone poteva dire di avere imparato il Vangelo da Lutero, questi trovò in Melantone – riformatore dell'istruzione e della pedagogia – una personalità complementare alla propria nel compito di rinnovamento della Chiesa. I due non potevano tuttavia essere più diversi: mentre Lutero era forte, corpulento, a tratti rumoroso e vicino al volgo, Melantone era una persona sensibile e tenera. A tratti Lutero si arrabbiava per la prudenza del più giovane Melantone e, nel contempo, questi soffriva per l'aggressività e la rozzezza di Lutero.
Malgrado ciò i due si stimavano e conoscevano i reciproci pregi e difetti. Essi collaborarono intensamente, specialmente nella traduzione del Nuovo Testamento in tedesco dell'autunno del 1521, che fu esaminata e corretta da Melantone; ad essa seguì nel 1524 la traduzione dell'Antico Testamento, cosicché apparve nel 1534 l'intera Bibbia in tedesco, detta la Bibbia di Lutero.
Già nel 1519 Melantone aveva peraltro accompagnato Lutero alla Disputa di Lipsia. Nel 1521 Melantone pubblicò la prima esposizione sistematica della teologia riformata (Loci communes rerum theologicarum). Egli poneva così i punti fermi della dottrina luterana, la quale sarà via via rielaborata e adattata negli anni 1535, 1543 e 1559.
Fra i riformati vi erano molte differenze, che costrinsero Melantone a molti viaggi e incontri. Nel 1529 Melantone guidò le trattative a Spira, mentre Lutero più prudentemente non volle parteciparvi. Egli partecipò pure nell'ottobre 1530 (questa volta con Lutero) all'incontro di Marburgo, dove incontrò Ulrico Zwingli e a quelli di Worms e Ratisbona. Il suo obiettivo principale rimase sempre quello di introdurre le riforme senza ricorrere alla violenza e salvaguardare l'unità della Chiesa. A ciò corrispose un atteggiamento più conciliante, rafforzato dalle sue indubbie capacità diplomatiche. Il risultato di tali incontri, ossia i Torgauer Artikel, la Confessione augustana, l'Apologia della confessione di Augusta e il Tractatus de potestate papae, divennero, grazie alla sua abilità, i testi basilari riconosciuti della confessione luterana e contribuirono al successo stesso della Riforma.
Se fu possibile trovare un accordo su molti aspetti (come il battesimo e la confessione), rimase invece aperta la questione dell'eucaristia e della presenza reale o soltanto simbolica di Cristo nell'ostia consacrata. Tale punto sarà lo spartiacque fra le chiese luterane e quelle riformate (calviniste e zwingliane).
Anche in seguito Melantone proseguì la propria politica conciliante e di unificazione, come emerge, ad esempio, nei due scritti all'arcivescovo di Colonia Hermann V. von Wieddel, redatti nel 1543 con Martin Bucer.
Gli ultimi anni di Melantone furono peraltro amareggiati anche da controversie con i luterani più accesi che lo accusavano di tradimento a fronte di ogni minimo gesto di tolleranza verso usanze o costumi ritenuti ormai papisti. In particolare, apparvero moderate le posizioni di Melantone sul ruolo della Chiesa e sulla funzione delle opere. Ciò non gli permise tuttavia neppure di sottrarsi all'accusa contraria, ossia di essere un criptocalvinista, per quanto riguardò invece la sua posizione sull'eucaristia.
Dopo la morte di Lutero nel 1546, Melantone fu unanimemente riconosciuto come guida del movimento protestante. I suoi sforzi di conciliazione caddero tuttavia nel vuoto, tanto che, proprio in quel periodo, nel 1546-1547 si giunse alla guerra di Smalcalda fra l'Imperatore Carlo V e i principi luterani.

## Le opere

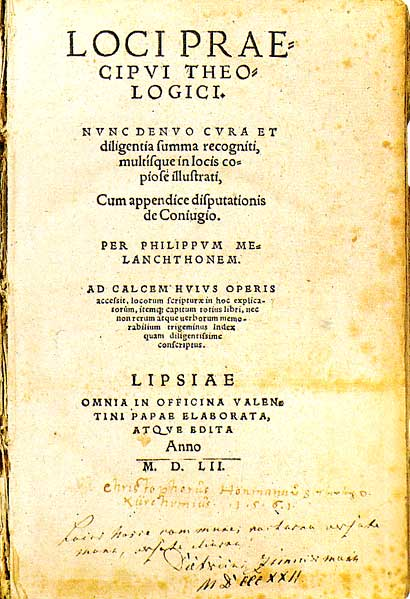
Frontespizio dei Loci communes rerum theologicarum

Fra le sue opere più importanti sono da segnalare gli scritti e le confessioni di fede che costituiscono la base dottrinale delle chiese evangeliche luterane:
- Loci communes rerum theologicarum, 1521.
- Confessione augustana, 1530.
- Apologia della Confessione augustana, 1531
- Historia de vita et actis Lutheri, Heidelberg, 1548

L'opera di riforma degli studi universitari, che gli valse l'appellativo di "Praeceptor Germaniae".
Scrisse sei libri sulla retorica e la dialettica:
- De rhetorica libri tres (1519).
- Compendiaria dialectices ratio (1520).
- Institutiones rhetoricae (1521).
- Dialectices libri quattuor (1528).
- Elementa rhetorices libri duo (1529).
- Erotemata dialectices (1547).

Un'opera naturalistica:
- (LA) Initia doctrinae physicae, Lione, Jean de Tournes & Guillaume Gazeau, 1552.

## Traduzioni italiane
- Filippo Melantone, Melantone 1497-1560: scritti storico-politici ed esegetici per le lezioni di storia del cristianesimo, introduzione di A. Agnoletto; traduzioni di L. Corradini e A. Agnoletto, Milano, Cisalpino-Goliardica, 1972.
- Filippo Melantone, Scritti religiosi e politici, a cura di Attilio Agnoletto, Torino, Claudiana, 1981.
- Filippo Melantone, I principii della teologia, a cura di Salvatore Caponetto, Roma, Istituto storico italiano per l'età moderna e contemporanea, 1992.
- Filippo Melantone, Opere scelte, Torino, Claudiana.
  - Vol. 1: I libri di fisica: 1. Inizi di dottrina fisica (1549) 2. Libro dell'anima (1553), a cura di Dino Bellucci, 2009 (due volumi).
  - Vol. 2: La Confessione augustana (1530), a cura di Paolo Ricca, 2011.
  - Vol. 3: Loci communes rerum theologicarum. Testo latino a fronte, a cura di Fiorella De Michelis Pintacuda e Stefania Salvadori, 2017.